# The Kings of Summer
The Kings of Summer (Los reyes del verano en España) es una película dirigida por Jordan Vogt-Roberts. La película está protagonizada por Nick Robinson, Moisés Arias y Gabriel Basso.
La película se estrenó en los Estados Unidos el 23 de abril de 2013.

## Sinopsis
Joe Toy es un adolescente que no soporta vivir más tiempo con su autoritario padre. Cuando su amigo Patrick también discute con sus padres los dos se juntan y deciden irse a vivir al bosque, les acompaña otro extraño chaval. Los tres solos en el bosque aprenden a conseguir su propia comida y a construir una cabaña, pero más adelante la convivencia se hará difícil.

## Producción
La cinta marcó el debut tanto del director Vogt-Roberts como del guionista Galletta. Se rodó en el verano de 2012 en varias localizaciones de Ohio, Cleveland, Chagrin Falls, Lyndhurst y South Pointe Hospital en Warrensville.

## Recepción
En Rotten Tomatoes el film obtuvo un 76% con una nota de 6.9/10. En Metacritic, el film obtuvo un 61 de 100.
El Chicago Tribune dijo que el film tiene buenas secuencias y sólidas actuaciones del reparto.
The Guardian dijo que era una película divertida pero muy convencional.